# セオドール・TY01
セオドール・TY01 (Theodore TY01) は、イギリスのレーシングチーム、セオドールが1981年のF1世界選手権に投入したフォーミュラ1カー。1982年の開幕戦まで使用された。

## 背景
インドネシア出身のビジネスマンであるテディ・イップは1970年代初めからイギリスのレーシングチームを支援していた。1976年にイップは自身のチーム、セオドール・レーシングを結成し、1977年にはエンサインのスポンサーとしてF1に参戦、1978年は自身のチームで参戦した。当初セオドール・レーシングはカスタマーチームとして他のマニファクチャラーから車両を購入していた。1978年、チームは自身のオリジナルマシンであるセオドール・TR1を投入したが、戦闘力が不足し殆どのレースで予選を通過することができなかった。イップは一旦F1から離れ、オーロラシリーズに参戦した後財政難に陥ったシャドウ・レーシング・カーズを買収、1980年に復帰した。
この年のシャドウは開幕から連続して予選落ちし、第3戦の南アフリカでようやくジェフ・リースが決勝に進出したが、その後は再び予選落ちを繰り返した。イップは夏にチームに合流、チームは第7戦を終えた後に撤退し、機材やマシンはセオドールと統合された。翌1981年、セオドールは新車のTY01を持ってF1に復帰した。TY01はトニー・サウスゲートの手によって1980年の秋から開発が行われていた。1981年の初戦となった南アフリカグランプリはノンタイトル戦で、このレースにTY01は間に合わず、前年のシャドウ・DN12がセオドール・TR2と名前を変えて使用された。TR2が使用されたのはこのレースのみで、次戦となったシーズン開幕のアメリカ西グランプリではTY01が使用された。

## コンセプト
TY01はTR1（1978年）とTR2（1981年）に次ぐ3台目のセオドールのオリジナルマシンであった。TR3ではなくTY01と命名されたのは、失敗した先代から一新するためであり、オーナーのテディ・イップのイニシャルが採用された。
TY01はトニー・サウスゲートによって設計された。シーズン序盤、TY01はグラウンド・エフェクト・カーとして製作され、フロントウィングはノーズの上に装着された。しかしながらシーズン後半にこのハイマウントウィングは廃され、通常のノーズ横に改められた。エンジンはコスワースDFVを搭載した。
TY01は3台が製作された。3番目のシャシーは2回しか使用されなかった。

## レース戦績
TY01はロングビーチで行われたアメリカ西グランプリがデビュー戦となり、驚くべきことにパトリック・タンベイが6位に入賞、1ポイントを獲得した。これはTY01の唯一の獲得ポイントであった。この他に、デレック・デイリーとマルク・スレールがTY01をドライブした。
TY01/1は翌年の開幕戦でも使用され、その後TY02に置き換えられた。

## F1における全成績
(key) （太字はポールポジション）
| 年     | チーム                 | ドライバー           | No. | 1   | 2   | 3   | 4   | 5   | 6   | 7   | 8   | 9   | 10  | 11  | 12  | 13  | 14  | 15  | 16  | ポイント | 順位 |
| ------ | ---------------------- | -------------------- | --- | --- | --- | --- | --- | --- | --- | --- | --- | --- | --- | --- | --- | --- | --- | --- | --- | -------- | ---- |
| 年     | チーム                 | ドライバー           | No. | USW | BRA | ARG | SMR | BEL | MON | ESP | FRA | GBR | GER | AUT | NED | ITA | CAN | CPL |     | 1        | 12   |
| 1981年 | セオドール・レーシング |                      |     |     |     |     |     |     |     |     |     |     |     |     |     |     |     |     |     | 1        | 12   |
| 1981年 | セオドール・レーシング | パトリック・タンベイ | 33  | 6   | 10  | DNF | 11  | DNQ | 7   | 13  |     |     |     |     |     |     |     |     |     | 1        | 12   |
| 1981年 | セオドール・レーシング | マルク・スレール     | 33  |     |     |     |     |     |     |     | 12  | 11  | 14  | DNF | 13  | DNQ | 13  | DNF |     | 1        | 12   |
| 1982年 | セオドール・レーシング |                      |     | RSA | BRA | USW | SMR | BEL | MON | USE | CAN | NED | GBR | FRA | GER | AUT | SUI | ITA | CPL | 0        | -    |
| 1982年 | セオドール・レーシング | デレック・デイリー   | 33  | 14  |     |     |     |     |     |     |     |     |     |     |     |     |     |     |     | 0        | -    |